# Гора (ТВ серија)
Гора је хрватска телевизијска серија из 2023. године. Аутори серије су Маја Пек Бруњес и Данијел Пек. Емитује се од 2. октобра 2023. године, понедељком и уторком у вечерњем термину на ХРТ 1.
Претпремијерно је приказана на 29. Сарајево филм фестивалу.

## Радња
Серија осликава причу о херојству, пријатељству, љубави и пожртвовању припадника Горске службе спасавања на планинама и њихових породица у малом месту у Горском котару. Упркос томе што живе у идиличном и мирном окружењу, главни ликови имају изузетно узбудљив и активан живот као спасиоци. Њихово окружење је лепо, али не и мирно и има неколико интрига које повезују спасилачки тим и њихове породице.

## Улоге
| Глумац                | Улога             |
| --------------------- | ----------------- |
| Кристијан Петелин     | Славен Марковић   |
| Александар Цвјетковић | Горан Марковић    |
| Барбара Нола          | Катарина Марковић |
| Ромина Тонковић       | Јелена Марковић   |
| Уго Корани            | Озрен             |
| Динка Вуковић         | Петра             |
| Сандра Лончарић       | Ивана Билић       |
| Јасмин Мекић          | Борис Новак       |
| Лиција Рукавина       | Марина Јурић      |
| Асим Угљен            | Жељко             |
| Сара Параси           | Хана Јурић        |
| Сања Милардовић       | Вера Новак        |
| Маријета Угрина       | Миа Новак         |
| Приска Угрина         | Клара Новак       |
| Дајана Чуљак          | Теа               |
| Вероника Мах          | Звончица          |
| Дражен Сивак          | Далибор           |
| Маријана Микулић      | мајка             |
| Иван Магуд            | Никола            |
| Луција Алфиер         | Нивес             |
| Николина Пркачин      | Озана             |